# 北京科学讨论会一九六六年暑期物理讨论会
北京科学讨论会一九六六年暑期物理讨论会，简称北京物理讨论会，是1966年7月23日至31日举行的学术会议。会议有来自亚洲、非洲、拉丁美洲和大洋洲的33个国家和地区性学术组织东非科学院的科学家144人参加。被列为全体会议报告的是“北京基本粒子理论组”的《在毛泽东思想光辉照耀下研究基本粒子理论》、蔡祖泉的《为革命造灯》、《在普通物理方面的教学改革》。会议通过了《北京物理讨论会公报》。会议论文结集为《北京科学讨论会1966年暑期物理讨论会论文集》四本。